# سفارة أوكرانيا في روسيا البيضاء
سفارة أوكرانيا في روسيا البيضاء هي أرفع تمثيل دبلوماسي لدولة أوكرانيا لدى روسيا البيضاء. تقع السفارة في مينسك وهي تهدف لتعزيز المصالح الأوكرانية في روسيا البيضاء.

## وصلات خارجية
- الموقع الرسمي
- قائمة سفارات أوكرانيا
- قائمة السفارات في روسيا البيضاء